# 누치
누치는 잉어과에 속하며 학명은 Hemibarbus labeo이다. 어린 개체는 저뀌 또는 대갈장군이라 부른다. 몸길이가 50 cm에 달하고 잉어와 비슷하나 입가에 한 쌍의 수염이 있다. 몸빛은 은색 바탕에 등이 어두운 회색을 띠며 옆줄 위에 6~9개의 눈구멍 크기의 점이 있다. 강 상류의 물이 맑고 깊은 곳을 좋아하며, 모래나 자갈이 깔린 바닥에서 무리를 지어 생활한다. 4~7월에 10~100 cm 깊이의 모래와 자갈이 있는 곳에 알을 낳는데, 수십 개의 알을 포도송이 모양으로 뭉쳐 자갈에 붙여 놓는다. 먹이는 수서곤충의 애벌레, 새우, 실지렁이, 다슬기, 부착조류를 먹고 산다. 한국에서는 황해와 남해로 흐르는 큰 강에 분포하며, 일본·중국 등지에도 분포한다.